# ユー (ジャネット・ジャクソンの曲)
「ユー」(You)は、ジャネット・ジャクソンの楽曲。

## 概要
6枚目のスタジオ・アルバム『ザ・ヴェルヴェット・ロープ』から5枚目のシングルとしてリリースされた。
ウォーの楽曲「シスコ・キッド」をサンプリングしている。
ミュージック・ビデオは同年の「ヴェルヴェット・ロープ・ツアー」のライヴ映像で構成されている。
カップリングに収録された「アクセプト・ミー」はアルバム未収録曲。

## 収録曲
日本盤 マキシ・シングル
1. ユー - 4:42
2. エヴリ・タイム（ジャム&ルイス・ディスコ・リミックス）- 4:16
3. アクセプト・ミー - 4:07